# The Crusaders
A The Crusaders amerikai jazzegyüttes. 1960-ben alakultak Houstonban. 2010-ben feloszlottak. Az 1960-as és 90-es évek között sikeresnek számítottak. Eredetileg The Jazz Crusaders volt a nevük, ezt 1971-ben lerövidítették. Zenéjük általánosságban a jazz műfajba sorolható, de R&B-t, R&B alapú jazzt vagy bluest is játszottak. Legismertebb daluk a Street Life, amelyen Randy Crawford énekelt; a nevét viszont nem tüntették fel.
Zenéjükre Cannonball Adderley, Art Blakey és John Coltrane volt hatással.
Joe Sample, Wilton Felder és Stix Hooper már a Crusaders megalakulása előtt is együtt játszott egy másik zenekarban, a Swingstersben, amelyet 1954-ben alapítottak. Ekkor még bluest és R&B-t játszottak. Nem sokkal később Wayne Henderson, Hubert Laws és Henry Wilson csatlakozott hozzájuk. Ekkor áttértek a hard bop műfajára, és nevet is változtattak: Modern Jazz Sextet lett a nevük, de R&B-t is játszottak Nighthawks néven.
Az együttes három tagja is elhunyt: Wayne Henderson 2014. április 5-én, Joe Sample 2014. szeptember 12-én, míg Wilton Felder 2015. szeptember 27-én hunyt el.

## Diszkográfia

### The Jazz Crusaders néven
- Freedom Sound (Pacific Jazz, 1961)
- Lookin' Ahead (Pacific Jazz, 1962)
- The Jazz Crusaders at the Lighthouse (Pacific Jazz, 1962)
- Tough Talk (Pacific Jazz, 1963)
- Heat Wave (Pacific Jazz, 1963)
- Jazz Waltz (Pacific Jazz, 1963) Les McCann-nal
- Stretchin' Out (Pacific Jazz, 1964)
- The Thing (Pacific Jazz, 1965)
- Chile Con Soul (Pacific Jazz, 1965)
- Live at the Lighthouse '66 (Pacific Jazz, 1966)
- Talk That Talk (Pacific Jazz, 1966)
- The Festival Album (Pacific Jazz, 1966)
- Uh Huh (Pacific Jazz, 1967)
- Lighthouse '68 (Pacific Jazz, 1968)
- Powerhouse (Pacific Jazz, 1969)
- Lighthouse '69 (Pacific Jazz, 1969)
- Give Peace a Chance (Liberty, 1970)
- Old Socks New Shoes – New Socks Old Shoes (Chisa, 1970)

Forrás:

### The Crusaders néven
- Pass the Plate (Chisa, 1971)
- Hollywood (MoWest, 1972)
- Crusaders 1 (Blue Thumb, 1972)
- The 2nd Crusade (Blue Thumb, 1973)
- Unsung Heroes (Blue Thumb, 1973)
- Scratch (Blue Thumb, 1974)
- Southern Comfort (Blue Thumb, 1974)
- Chain Reaction (Blue Thumb, 1975)
- Those Southern Knights (Blue Thumb, 1976)
- Free as the Wind (Blue Thumb, 1977)
- Images (Blue Thumb, 1978)
- Street Life (MCA, 1979)
- Rhapsody and Blues (MCA, 1980)
- Live in Japan (Crusaders, 1981; GRP, 1993)
- Standing Tall (MCA, 1981)
- Royal Jam (MCA, 1982) B.B. Kinggel
- Ghetto Blaster (MCA, 1984)
- The Good and the Bad Times (MCA, 1986)
- Life in the Modern World (MCA, 1988)
- Healing the Wounds (GRP, 1991)
- Rural Renewal (Verve, 2003)
- Live in Japan 2003 (P.R.A., 2004)